# Cs. Pataj Mihály
Cs. Pataj Mihály (Pataj Mihály) (Békéscsaba, 1921. december 22. — Szeged, 2008. január 24.) magyar festő, grafikus és művésztanár.

## Életútja
Szülővárosában, a Rudolf Főgimnáziumban érettségizett. Felsőfokú tanulmányokat a budapesti Képzőművészeti Főiskolán folytatott 1940-1945 között, ahol Rudnay Gyula volt a mestere. Ábrázoló geometria-művészeti rajz és festő-művészettörténet szakos középiskolai tanári diplomát szerzett. A jobb elhelyezkedési lehetőség érdekében 1947-ben elvégezte a szegedi Apponyi Kollégiumot, amely tanítóképző intézeti tanári képesítést nyújtott.
Sokáig Szarvason tanított és alkotott, kiváló grafikákat is alkotott itt, majd 1963-ban bekerült a szegedi Juhász Gyula Tanárképző Főiskola Rajz- és Művészettörténet tanszékére, ahol mint oktató, főleg színelmélettel foglalkozott. 1970-1978-ig főiskolai docens, 1978-1982-ig főiskolai tanári beosztásban dolgozott, 1975-1982-ig tanszékvezető volt. 1982-ben vonult nyugalomba. Kiváló tanítványai voltak, köztük Bakacsi Lajos, Szekeres Ferenc.
Felesége Hegedűs Éva tanárnő. Gyermekei: Miklós és Klára.
Aktív közéleti tevékenységet fejtett ki, tagja volt a Képzőművészeti Szövetségnek (1959-től) és az Association Internationale de la Couler (Az Áramlatok Nemzetközi Társasága) nevű nemzetközi művészeti szervezetnek (1970-től). A rendszerváltást követően megalakuló újabb képzőművészeti társaságok tagja lett, belépett a Rudnay Gyula Baráti Társaságba 1991-ben, majd a Magyar Festők Társaságába 1993-ban.

## Művészete
1956-tól kezdve volt kiállító művész. Fiatalon nyaranként művésztelepeken alkotott (Dömsöd, Szigliget, Hédervár, Zsennye). Nyugtalan alkatú, optimista szemléletű alkotóként jellemzi Szuromi Pál művészettörténész. Már kezdeti realista stílusú alkotásait is átjárta a lüktetés, a szenvedélyesség, expresszív formaelemek kerültek ki a keze alól, ezeket konstruktív eszközökkel nyugtatta. Később a kolorizmus ragadta magával. Kiindulóponton mindig a természetből és az ábrázolt tárgy megfigyeléséből merített ihletet. Tájkép, életkép, enteriőr, csendélet, alakábrázolás, érzetek, apokaliptikus látomások mind megtalálhatók az ő repertoárjában. Számos egyéni és csoportos kiállításon megmérette az ő alkotásait. A szegedi Móra Ferenc Múzeum és a békéscsabai Munkácsy Mihály Múzeum őrzi festményeit és grafikáit.

## Kiállítások (válogatás)[1]

### Egyéni kiállítások
- 1956 • Munkácsy Mihály Múzeum, Békéscsaba
- 1960 • Móra Ferenc Múzeum Képtára, Szeged
- 1962 • Derkovits Terem, Budapest
- 1969 • Móra Ferenc Múzeum, Képtára, Szeged • Tornyai János Múzeum, Hódmezővásárhely
- 1974 • Tessedik Múzeum, Szarvas
- 1976 • Bagno di Romagna, Bologna
- 1977 • Munkácsy Mihály Múzeum, Békéscsaba
- 1979 • Gulácsy Terem, Szeged
- 1981 • Móra Ferenc Múzeum Képtára, Szeged • Gyermán Galéria, Luxemburg
- 1984 • Szőnyi Terem, Miskolc • Képcsarnok, Salgótarján
- 1986 • Képcsarnok Galéria, Eger
- 1988 • József Attila Múzeum, Makó
- 1989 • Ferenczy Terem, Pécs
- 1990 • Magyar Intézet, Helsinki
- 1991 • Móra Ferenc Múzeum Képtára, Szeged • Derkovits Terem, Szombathely
- 1992 • Mészöly Terem, Székesfehérvár • Zoersel (B) 1993 • Munkácsy Mihály Múzeum, Békéscsaba
- 1997 • Móra Ferenc Múzeum Képtára, Szeged • Szolnoki Galéria, Szolnok.

### Csoportos kiállítások
- 1967 • Szegedi képzőművészek tárlata, Magyar Nemzeti Galéria, Budapest
- 1968–97 • Szegedi Nyári Tárlat, Móra Ferenc Múzeum Képtára, Szeged
- 1973–97 • XX-44. Vásárhelyi Őszi Tárlat, Tornyai János Múzeum, Hódmezővásárhely
- 1985, 1987 • Táblaképfestészeti Biennálé, Móra Ferenc Múzeum Képtára, Szeged
- 1991 • Kulturális Központ, Zoersel (B)
- 1997 • Szegedi festők, Móra Ferenc Múzeum Képtára, Szeged.